# 34474 Zhangjingru
34474 Zhangjingru este o planetă minoră (asteroid), cu un diametru de 3,688 km, din centura de asteroizi. A fost descoperită pe 24 septembrie 2000 la Experimental Test Site⁠(d) de Lincoln Near-Earth Asteroid Research. 
Obiectul prezintă o orbită caracterizată de o semiaxă mare de 2,8964102 UAi, o excentricitate de 0,06, o înclinație de 3,05912 ° în raport cu ecliptica.